# Municipio de Thornton (Nebraska)
El municipio de Thornton (en inglés: Thornton Township) es un municipio ubicado en el condado de Buffalo en el estado estadounidense de Nebraska. En el año 2010 tenía una población de 166 habitantes y una densidad poblacional de 1,77 personas por km².

## Geografía
El municipio de Thornton se encuentra ubicado en las coordenadas 40°49′48″N 99°0′27″O / 40.83000, -99.00750. Según la Oficina del Censo de los Estados Unidos, el municipio tiene una superficie total de 93.82 km², de la cual 93,82 km² corresponden a tierra firme y (0 %) 0 km² es agua.

## Demografía
Según el censo de 2010, había 166 personas residiendo en el municipio de Thornton. La densidad de población era de 1,77 hab./km². De los 166 habitantes, el municipio de Thornton estaba compuesto por el 95,78 % blancos, el 4,22 % eran de otras razas. Del total de la población el 4,22 % eran hispanos o latinos de cualquier raza.